# Сомалийский дикий осёл
Сомалийский дикий осёл (Equus africanus somaliensis) — подвид дикого осла, обитающий на южном побережье Красного моря в Эритрее, Сомали и эфиопском районе Афар. Ноги сомалийского осла покрыты чёрными горизонтальными полосками, что напоминает зебру.

## Содержание в неволе

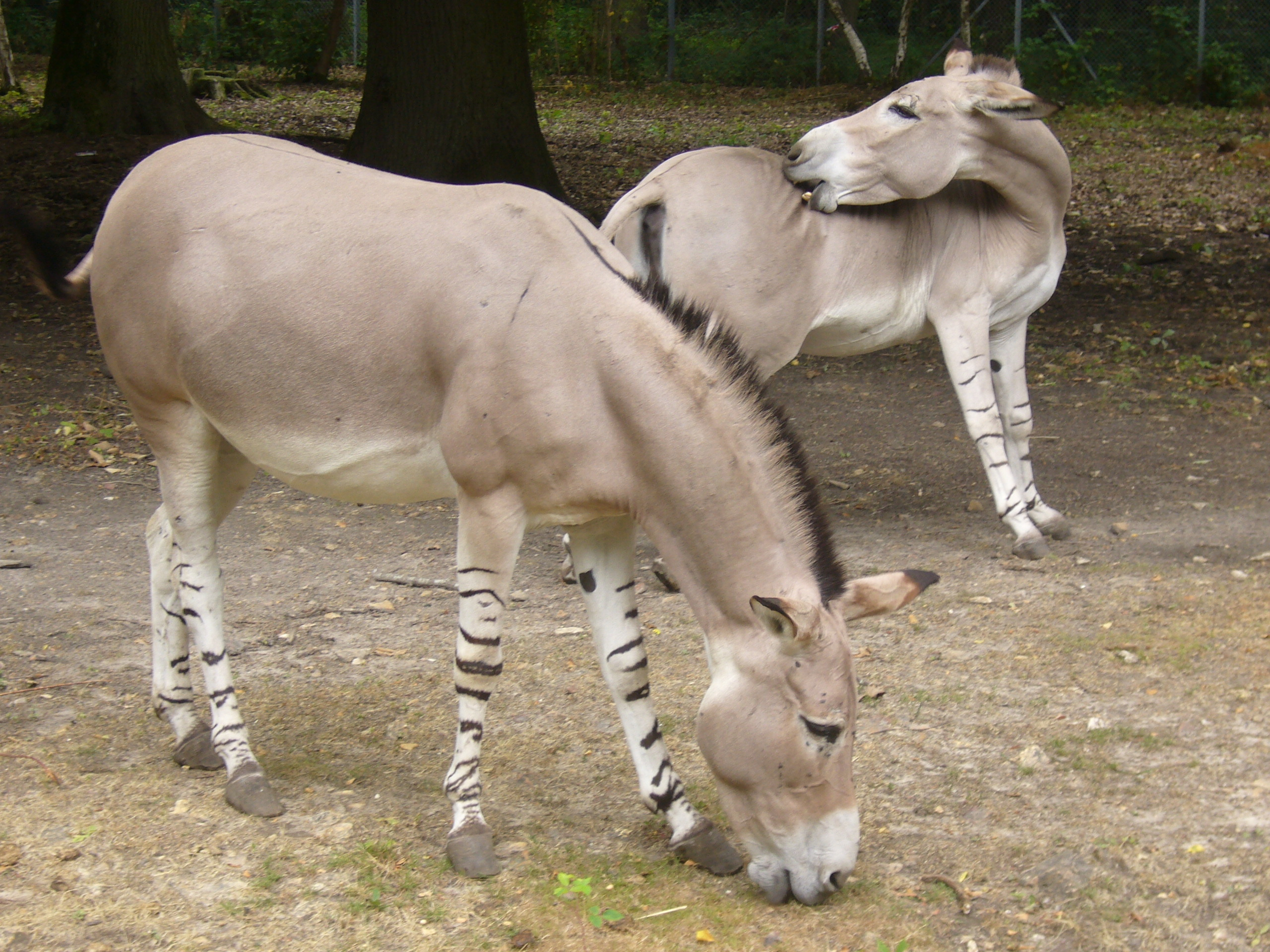
Сомалийский дикий осёл в зоопарке

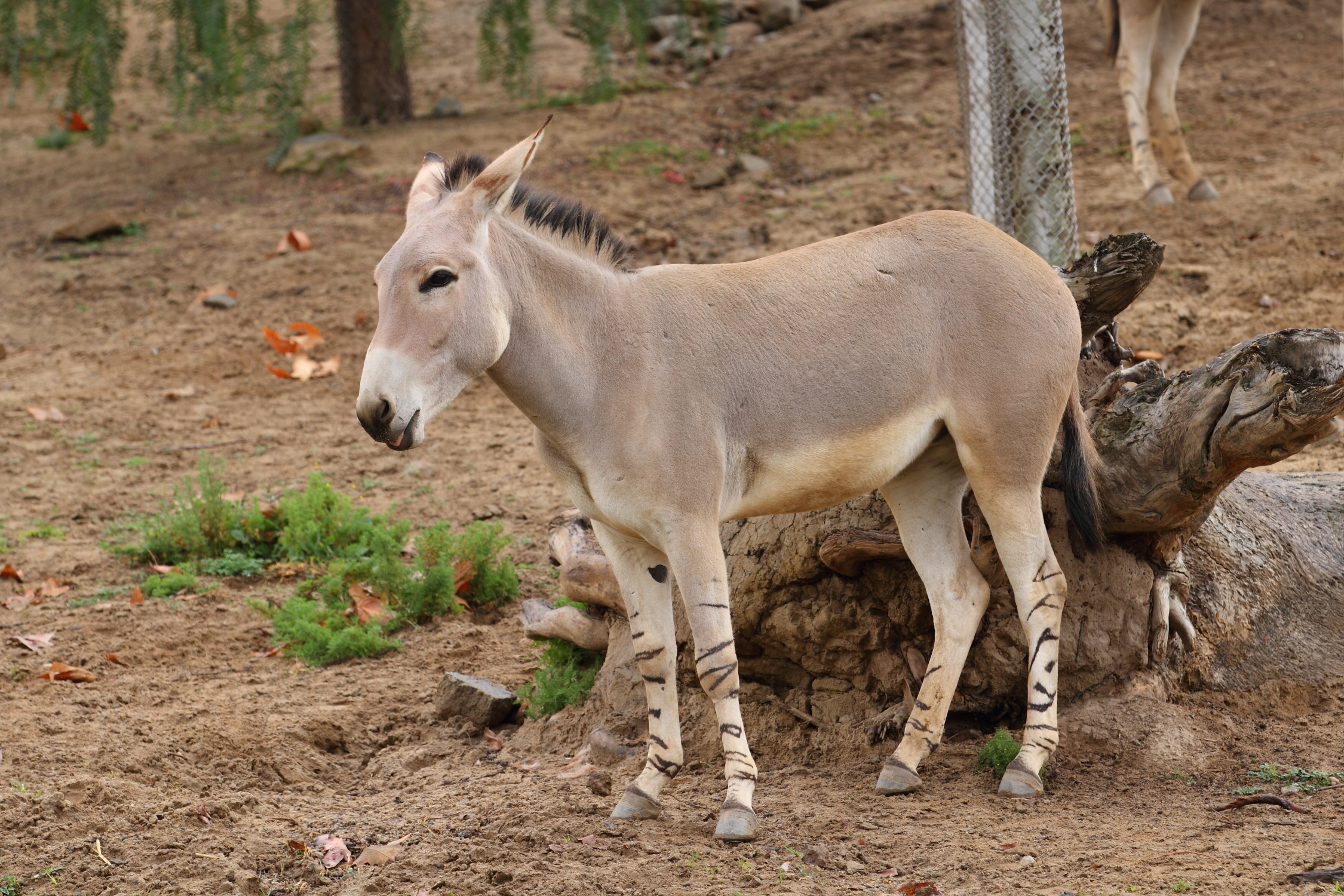

Около 150 особей по всему миру содержится в зоопарках. Один из наиболее успешных по разведению этого редкого подвида зоопарков находится в швейцарском Базеле. С 1970 года здесь родились 35 сомалийских ослов, которые однако имеют примесь нубийского осла (Equus africanus africanus). Наиболее чистокровные сомалийские ослы содержатся в зоопарках Италии.